# 阿梅迪奥八世

阿梅迪奥八世（1383年9月4日—1451年1月7日）號稱和平者，是義大利的薩伏依伯爵（1391年－1416年）和公爵（1416年－1440年）。从1439年11月到1449年4月，他是对立教宗，称斐理斯五世。他是历史上最后一位有现实意义的对立教宗，其對立教宗生涯結束於他自認非法的自行退位。
1416年，神圣罗马帝国皇帝西吉斯孟升阿梅迪奥伯爵為第一代薩伏依公爵。阿梅迪奥八世娶勃艮第的玛丽（1386年9月—1422年10月2日，生於第戎，卒於阿拉斯）为妻子。 玛丽是勃艮第公爵勇敢的菲利普二世的女儿，法国国王约翰二世的孙女。他们有九个孩子：
1. 玛格丽特（1405年－1418年）
2. 安东尼（1407年）
3. 安东尼（1408年）
4. 瑪麗（英语：Marie of Savoy, Duchess of Milan）（1411年－1469年）嫁給了維斯孔蒂家族的菲利波·瑪麗亞·維斯孔蒂
5. 阿梅迪奥，皮埃蒙特亲王（1412年－1431年）
6. 路德維科（1413年－1465年）
7. 博内（1415年－1430年）
8. 菲利波（1417年－1444年）
9. 瑪格麗特（英语：Margaret of Savoy, Duchess of Anjou）（1420年－1479年）曾先後與名义上的那不勒斯国王安茹的路易三世、普法尔茨选侯路德维希四世和符騰堡-斯圖加特伯爵烏爾里希五世 (符騰堡)（Ulric V）成親。